# Charlotte Brontë
Charlotte Brontë (Thronton, 21. travnja 1816. – Haworth, 31. ožujka 1855.) je engleska književnica, najstarija od 3 sestre Brontë, koje su se bavile književnošću. Charlotte je bila jako dobra prijateljica s književnicima kao što su: Harriet Martineau, Elizabeth Gaskell, William Makepeace Thackeray i G. H. Lewes, a bila je velika protivnica Jane Austen.

## Život
Charlotte Brontë rođena je u Thorntonu, Yorkshire, Engleska, kao treće od šestero djece, ocu Patricku Brontëu (ranije "Patrick Brunty"), irskom Anglikanskom svećeniku, i majci Marii Branwell. U travnju 1820. obitelj se preselila u Haworth, gdje je Patricku dodijeljen stalni kapelat. Maria Branwell Brontë umrla je od raka 15. rujna 1821. Za sobom je na čuvanje svojoj sestri, Elizabeth Branwell, ostavila pet kćeri i sina. Kolovoza 1824., Charlotte i njene tri sestre, Emily, Maria i Elizabeth, poslane su na školovanje u Cowan Bridge, Lancashire u Školu za Obrazovanje Svećeničkih Kćeri (koju će ona kasnije opisivati kao Školu Lowood u romanu Jane Eyre). Charlotte je tvrdila da su tamošnji izuzetno loši uvjeti trajno oštetili njeno zdravlje i tjelesni razvoj, i ubrzali smrt dviju njenih starijih sestara, Marie (rođ. 1815.) i Elizabeth (rođ. 1814.), koje su umrle od tuberkuloze 1825. godine, ubrzo nakon što su bile uklonjene iz škole.
Kod kuće u Haworthu, Charlotte i ostala preživjela djeca - Branwell, Emily i Anne - počinju bilježiti živote i borbe stanara njihovih zamišljenih kraljevstava. Charlotte i Branwell pisali su o svojoj izmišljenoj zemlji - Anrgiji - a Emily i Anne pisale su članke i pjesme o svojoj - Gondal. To su bile opsežne i kompleksne sage (dijelovi manuskripta još uvijek postoje), i hranile su njihove opsesivne interese kroz djetinjstvo i ranu mladost, što ih je pripremilo za zvanja iz književnosti u kasnijem životu.
Charlotte je nastavila svoju naobrazbu u Roe Head školi u Mirfieldu, od 1831. do 1832., gdje se susrela s doživotnim prijateljima i korespondentima, Ellen Nussey i Mary Taylor. Tijekom tog perioda (1833.), napisala je novelu Zeleni patuljak (The Green Dwarf), pod pseudonimom Lord Charles Albert Florian Wellesley. Charlotte se vratila kao učiteljica od 1835. do 1838. Godine 1839., po prvi put se zaposlila kao guvernanta u jednoj od Yorkshirskih obitelji. Tu karijeru zadržala je do 1841. S Emily 1842. putuje u Bruxelles, gdje se učlanjuju u internat pod vodstvom Constatina Hegera (1809. – 1896.), i njegove supruge Claire Zoë Parent Heger (1804. – 1890.). U zamjenu za smještaj i tuiciju, Charlotte je predavala Engleski, a Emily glazbeno obrazovanje. Njihov boravak u internatu skraćen je u listopadu 1842. smrću njihove tetke, Elizabeth Branwell, koja se pridružila njihovoj obitelji nakon smrti njihove majke. Charlotte se vratila u internat u Bruxellesu sama, u siječnju 1843., kao nastavnica. Njen drugi boravak u internatu nije bio sretan, bila je usamljena, nostalgična, i duboko povezana s Constatinom Hegerom. Konačno se vratila u Haworth u siječnju 1844., i kasnije koristila svoje uspomene na internat kao inspiraciju za dijelove "Profesora" i "Villette".
Svibnja 1846., Charlotte, Emily i Anne objavile su zajedničku zbirku pjesama, pod pseudonimima Currer, Ellis i Acton Bell. Iako knjiga nije privukla pažnju (prodane su samo dvije kopije), sestre su odlučile nastaviti pisati, i započele pisati svoje prve romane. Charlotte se nastavila koristiti pseudonimom Currer Bell pri objavljivanju svoja prva dva romana. Kritičari su ocijenili romane sirovima. Dosta se špekuliralo tko je zapravo Currer Bell, i da li je muškarac ili žena.
Charlottein jedini brat Branwell, umro je u rujnu 1848., od kroničnog bronhitisa i pothranjenosti, pogoršane teškim opijanjem, iako je Charlotte vjerovala da je umro od tuberkuloze. Emily je umrla 1848., a Anne 1849., obje od plućne tuberkuloze.
Tako je Charlotte ostala sama s ocem. Obzirom na ogroman uspjeh "Jane Eyre", izdavač ju je uspio nagovoriti da povremeno posjeti London, gdje je otkrila svoj identitet i počela se kretati u elitnim krugovima, sprijateljivši se s Harriet Martineau, Elizabeth Gaskell, Williamom Makepeaceom Thackerayom i G. H. Lewesom. Svejedno nikada nije napuštala ostarjelog oca ni Haworth, na više od nekoliko tjedana.
U lipnju 1854., Charlotte se udala za Arthura Bella Nichollsa, kapelana pod njenim ocem. Umrla je devet mjeseci kasnije, tijekom prve trudnoće. Njena smrtovnica navodi tuberkulozu kao uzrok smrti, no mnogi su uvjerenja da je umrla od pretjeranog povraćanja tijekom rane trudnoće. Postoje i neki dokazi kako je umrla od tifusa, koji je mogla dobiti od Tabithe Ackroyd, najstarije služavke obitelji Brontë, koja je umrla nedugo nakon Charlotte. Charlotte počiva u obiteljskoj volti u crkvi St. Michael and All Angels, Haworth, Zapadni Yorkshire, Engleska.
Elizabeth Gaskellinu postumnu biografiju, koja je dugo slovila kao standardni izvor informacija o Charlotteinom životu, kritizirale su mnoge feministkinje kao Elaine Showalter, zbog potiskivanja detalja Charlotteinog života i njene strastvene prirode.

## Djela
- Jane Eyre, objavljen 1847.
- Shirley, objavljen 1849.
- Villette, objavljen 1853.
- Profesor, napisan prije Jane Eyre, no odbijen od mnogih izdavačkih kuća, izdan posmrtno 1857.

## Daljnje informacije
- The Letters of Charlotte Brontë, 3 volumes edited by Margaret Smith
- The Life of Charlotte Brontë, Elizabeth Gaskell
- Charlotte Brontë, Winifred Gerin
- Charlotte Brontë: a passionate life, Lyndal Gordon
- Charlotte Brontë: Unquiet Soul, Margot Peters
- In the Footsteps of the Brontës, Ellis Chadwick
- Charlotte Brontë, Rebecca Fraser
- The Brontës, Juliet Barker
- Charlotte Brontë and her Dearest Nell, Barbara Whitehead
- The Brontë Myth, Lucasta Miller
- A Life in Letters, selected by Juliet Barker
- Charlotte Brontë and her Family, Rebecca Fraser
- The Oxford Reader's Companion to the Brontës, Christine Alexander & Margaret Smith
- A Brontë Family Chronology, Edward Chitham

## Vanjske poveznice
- Website of the Brontë Parsonage Museum in Haworth, Yorkshire
- Online editions of Charlotte Brontë's works
- Charlotte Brontë - Drawing by George Richmond (National Portrait Gallery)  Arhivirana inačica izvorne stranice od 30. rujna 2007. (Wayback Machine)